# Liste der denkmalgeschützten Objekte in Pram (Oberösterreich)
Die Liste der denkmalgeschützten Objekte in Pram enthält die 7 denkmalgeschützten, unbeweglichen Objekte der Gemeinde Pram in Oberösterreich (Bezirk Grieskirchen).

## Denkmäler
| Foto |                 | Denkmal                                                        | Standort                         | Beschreibung | Metadaten |
| ---- | --------------- | -------------------------------------------------------------- | -------------------------------- | --- | --- |
| ja   | Datei hochladen | Schloss Feldegg HERIS-ID: 38379 Objekt-ID: 37925               | Feldegg 1 Standort KG: Feldegg   | Das Schloss liegt an der höchsten Stelle eines sanft ansteigenden Parks. Es ist ein dreigeschoßiger Viereckbau mit einem quadratischen Turm und einem steilen Dach.                                                          | BDA-Hist.: Q2240968 Status: Bescheid Stand der BDA-Liste: 2025-06-30 Name: Schloss Feldegg GstNr.: 2292 Schloss Feldegg                  |
| ja   | Datei hochladen | Wegkapelle HERIS-ID: 85334 Objekt-ID: 99530                    | Kornrödt Standort KG: Gries      | | BDA-Hist.: Q38185020 Status: § 2a Stand der BDA-Liste: 2025-06-30 Name: Wegkapelle GstNr.: 3738                                          |
| ja   | Datei hochladen | Wegkapelle Renhartsberg HERIS-ID: 85283 Objekt-ID: 99474       | Standort KG: Gries               | | BDA-Hist.: Q38184932 Status: § 2a Stand der BDA-Liste: 2025-06-30 Name: Wegkapelle Renhartsberg GstNr.: 3911 Wegkapelle Renhartsberg     |
| ja   | Datei hochladen | Pfarrhof HERIS-ID: 85265 Objekt-ID: 99456                      | Hofmark 1 Standort KG: Pram      | | BDA-Hist.: Q38184896 Status: § 2a Stand der BDA-Liste: 2025-06-30 Name: Pfarrhof GstNr.: .35                                             |
| ja   | Datei hochladen | Friedhof der Pfarrkirche HERIS-ID: 85262 Objekt-ID: 99452      | bei Hofmark 1 Standort KG: Pram  | Am Friedhof sind einige barocke schmiedeeiserne Kreuze. | BDA-Hist.: Q38184885 Status: § 2a Stand der BDA-Liste: 2025-06-30 Name: Friedhof der Pfarrkirche GstNr.: 8/2, 8/1 Sankt Stephan (Pram)   |
| ja   | Datei hochladen | Kath. Pfarrkirche hl. Stephan HERIS-ID: 52492 Objekt-ID: 59391 | bei Hofmark 32 Standort KG: Pram | Der gotische Kirchenbau aus dem 14. Jahrhundert wurde 1729 mit dem Barockbaumeister Jakob Pawanger barockisiert. Bemerkenswerte Glasgemälde aus dem 14. Jahrhundert. Bemerkenswerte Kunst der Bildhauerfamilie Schwanthaler. | BDA-Hist.: Q23541852 Status: § 2a Stand der BDA-Liste: 2025-06-30 Name: Kath. Pfarrkirche hl. Stephan GstNr.: .61 Sankt Stephan (Pram)   |
| ja   | Datei hochladen | Ehem. Furthmühle HERIS-ID: 46571 Objekt-ID: 48677              | Marktstraße 26 Standort KG: Pram | → Hauptartikel : Furthmühle Pram f1 | BDA-Hist.: Q38022656 Status: Bescheid Stand der BDA-Liste: 2025-06-30 Name: Ehem. Furthmühle GstNr.: 292 Furthmühle, Pram, Upper Austria |